# Dinocardium robustum
Genre
Espèce
Dinocardium robustum est une espèce de mollusques bivalves de la famille des Cardiidae. C'est l'unique espèce du genre Dinocardium.